# 왕빙위
왕빙위(중국어: 王冰玉, 병음: Wáng Bīngyù, 한자음: 왕빙옥, 1984년 10월 7일~)는 중화인민공화국의 컬링 선수로 포지션은 스킵이다. 올림픽에 3회 참가했으며 2010년 동계 올림픽에서 여자 컬링 동메달을 획득했다. 또한 세계 선수권 대회에서 금메달 1개, 동메달 1개를 획득했다.